# Ecologische geografie (Duitsland)
De ontwikkeling van de ecologische geografie in Duitsland in de laatste decennia van de 19e eeuw kan niet worden los gezien van het werk van Friedrich Ratzel (1844-1904). Het is zijn verdienste geweest weer aandacht te vragen voor de bestudering van de menselijke activiteit. Dat gebeurde in zijn ‘Anthropogeographie’. Het eerste deel heeft als ondertitel ‘Gründzüge der Anwendung der Erdkunde auf die Geschichte’. Het verscheen in 1882. Het tweede deel dat in 1891 verscheen heeft als ondertitel ‘Die geographische Verbreitung des Menschen’. Daarnaast publiceerde hij in 1897 zijn ‘Politische Geographie’.
Heel duidelijk is in zijn werk de invloed van Darwin herkenbaar. Ratzel had kennisgemaakt met de ideeën van Haeckel, een volgeling van Darwin en de grondlegger van de ecologie. Het teleologische gezichtspunt van Ritter werd vervangen door het denken in causale verbanden. Centraal in zijn werk stond de relatie tussen aarde en mens, zij het dat aan de invloed van de natuur een dominante betekenis werd toegekend. Het ging om de menselijke activiteit zoals die beïnvloed werd door factoren als klimaat, reliëf en dergelijke. In die zin is Ratzels geografie een ecologische geografie, omdat de wederzijdse relatie tussen de natuurlijke omgeving en de mens centraal stond (zie ook ecologische geschiedenis). In deel 2 van zijn Anthropogeographie kreeg de menselijke activiteit meer aandacht, maar de opvattingen uit deel 1 hebben meer invloed gehad. Sommige geografen hebben deze opvattingen over de relatie mens-natuur als het ware geradicaliseerd tot wat genoemd wordt het fysisch-geografisch determinisme.
De mens heeft volgens Ratzel, als een bijzondere diersoort, ruimte nodig om te bewegen en zich aan te passen aan specifieke natuurlijke omstandigheden. Bovendien is ruimte nodig om een bestaan te verzekeren. Zo kwam Ratzel, onder de invloed van de evolutietheorie, tot een organicistische opvatting van staat en maatschappij. De staat werd gezien als een organisme. Een staat kan geboren worden, volwassenheid bereiken en sterven. Ook staten zijn onderworpen aan een ‘struggle for life’. De staat als organisme heeft ruimte nodig om te groeien. Dat werd de rechtvaardiging van het zoeken naar ‘Lebensraum’. De staat werd door Ratzel gedefinieerd als Bodenständiger Organismus’,
een aan de bodem gehecht organisme. Letterlijk zegt hij hierover in zijn Politische Geographie (uitgave 1903, p. 6):
“Der Staat ist uns nicht ein Organismus bloss weil er eine Verbindung des lebendiges Volkes mit dem starren Boden ist, sondern weil diese Verbindung sich durch Wechselwirkung so sehr befestigt, dass beide eins werden und nicht auseinander gedacht werden können, ohne dass das Leben entflieht”
Als staten gezien konden worden als organismen, dienden ze ook onderworpen te zijn aan natuurkundige wetten. Zo is bijvoorbeeld het principe van de natuurlijke selectie van toepassing. Sterke staten winnen van zwakke staten in de strijd om Lebensraum. Staten met een hoge bevolkingsdichtheid konden aanspraak maken op gebieden met een geringe bevolkingsdichtheid om hun voortbestaan veilig te stellen. Lebensraum werd omschreven als het totale gebied dat nodig geacht werd voor het bestaan van een volk.
Het hoeft geen betoog dat deze ideeën, ontdaan van Ratzels nuanceringen, goed ontvangen werden in een periode, waarin de Europese mogendheden naar uitbreiding van hun gebied en invloedssfeer streefden (imperialisme en kolonialisme). Ratzels opvattingen vormden dan ook het vertrekpunt voor de geopolitiek van Karl Haushofer (1869-1946). Het fysisch-deterministische standpunt van Ratzel werd door zijn leerling Ellen Churchill Semple (1863-1932) verder uitgewerkt (zie fysisch-geografisch determinisme).